# جغرافيا نيجيريا

موقع نيجيريا

إن امتداد نيجيريا على قرابة عشر درجات عرضية (4-14 شمالًا) وعلى قرابة 12 درجة طولية (بين 3-15 شرق غرينتش)،
شاغلة مساحة مقدارها 923,768 كم²، أدى هذه إلى تنوع في ظروفها الطبيعية وعناصر سكانها ونظمها الاقتصادية.

## مظاهر السطح

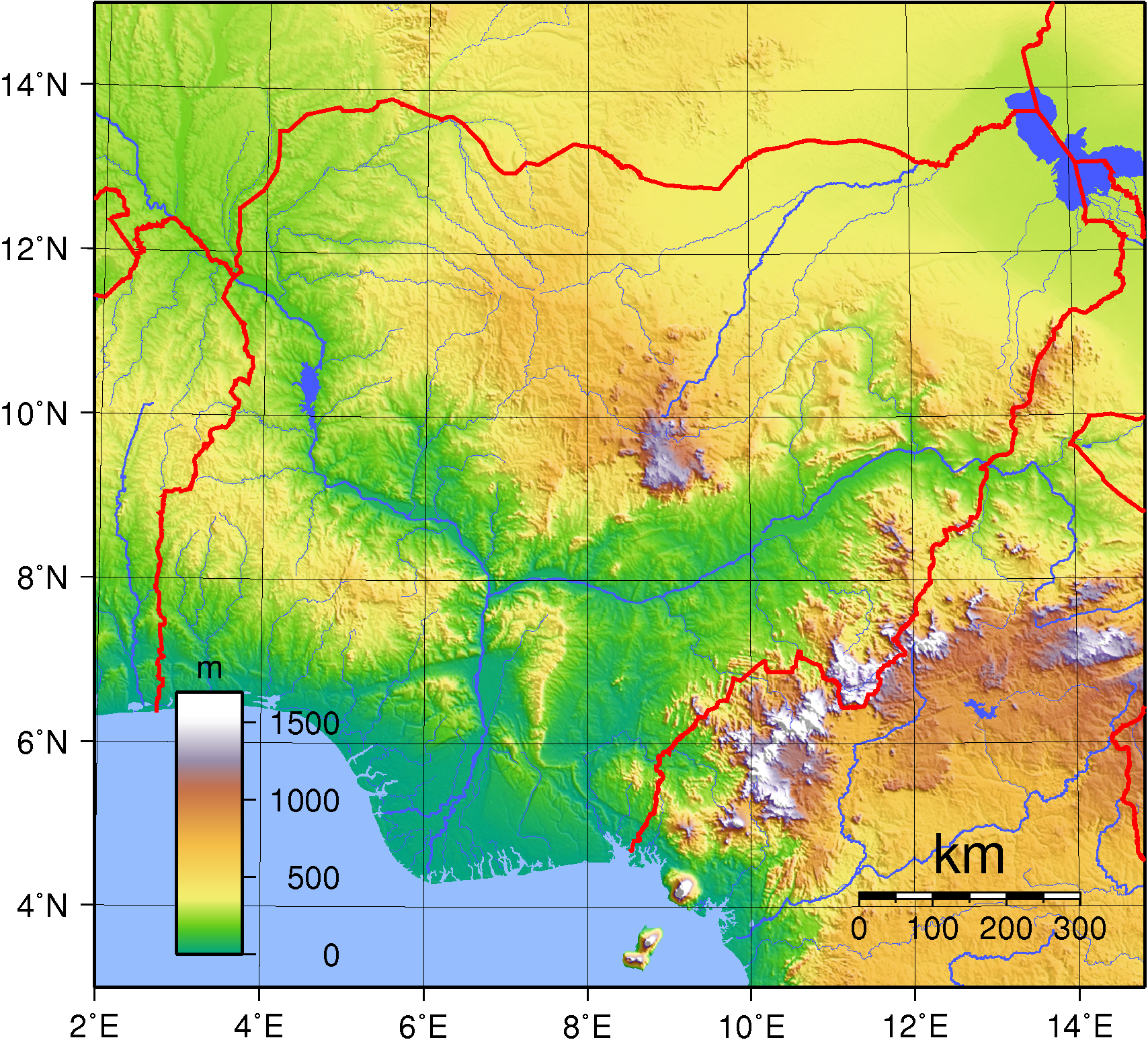
طبوغرافيا نجيريا

يقسم نهر النيجر ورافده بينوي أراضي نيجيريا إلى ثلاثة أجزاء هي: الشمال، والجنوب الغربي، والجنوب الشرقي.
ففي الشمال نجد هضبة واسعة قليلة التضرس آخذة شكل سهول مرتفعة تعرف بسهول أراضي الهوسا، وتميل هذه السهول
المرتفعة نحو الانخفاض باتجاه الشمال الغربي حيث سهول حوض صكتو الذي يتدفق عبره نهر صكتو وروافده، أهمها
نهر ريما. كما وتنخفض أراضي الهوسا باتجاه حوض التشاد في الشمال الشرقي الذي تحتل جزءًا منه بحيرة تشاد التي
تتلقى مياه أنهار كومادوجو، وشيري، ويقدر أن 75% من مياه البحيرة تأتي من نهري شيري ولوغوني، وبالرغم من مساحة
البحيرة الكبيرة فأن عمقها المتوسط بحدود ثلاثة أمتار، وترتفع وسط أراضي الهوسا هضبة جوس المرتفعة بشكل حافات
يصل ارتفاعها إلى 600 م فوق مستوى السهل، ووسطى ارتفاع هضبة جوس 1200 م فوق مستوى سطح البحر، وان كان أعلى ارتفاع
فيها يصل إلى 1800 م بالقرب من مدينة جوس.
أما في الجنوب الغربي فتوجدهضبة منخفضة في أراضي اليوروبا، شاغلة منطقة واسعة ممتدة من الداهومي شرقًا
حتى نهر النيجر. والجزء من هذه الهضبة الداخل في نيجيريا يكون أكثر اتساعًا وارتفاعًا في الغرب حيث يصل
ارتفاع بعض تلك الاجزاء إلى أكثر من 600 م فوق مستوى البحر، في حين تكون اخفض في الشرق (460) وأكثر تقطعًا.
وترتفع فوق الهضبة بعض الكتل المرتفعة بشكل تلال كما هو في تلال إدانر بالقرب من مدينة أوندو حيث يصل
ارتفاعها إلة أكثر من 900 م. وإلى الجنوب من مدينة ايبوكوتا تنخفض تلك الأراضي المرتفعة لتتحول إلى أراضي سهلية منخفضة.
وعلى طول الساحل تنتشر مستنقعات المياه العذبة واللاغونات. وفي الجزء الشرقي من الساحل تبرز دلتا نهر النيجر
متقدمة في المحيط، ومشكلة مظهرًا تضاريسيًا متميزًا، تبلغ مساحتها بحدود 16 ألف كم² وطول خط ساحلها مع المحيط
بحدود 320 كم، ويقطعها 14 تفرعًا من النهر الرئيسي، والملاحة صعبة في تلك التفرعات لضحالة المياه،
ولا يوجد سوى فرعين فقط (فور كادوس، وبوني) يستعملان لنقل.
وتختلف المظاهر التضاريسية في نيجيريا الجنوبية الشرقية من جزء إلى آخر، كون تتمثل في أراضيها الصخور الرسوبية
من عمر الكامبري حتى تلك الحديثة التي توجد في السهل الساحلي في الجنوب الغربي. وتختلف مقاومة تلك الصخور المتعرية،
وبالتالي فإن ميلها للأعلى يكون نحو الشرق، حيث تنكشف على السطح الصخور القديمة فيما بين نيجيريا ومرتفعات آدماوة.
والصخور الأكثر مقاومة ترتفع بشكل حافات، والأقل مقاومة تنخفض بشكل وهاد، وأهم الحافات المرتفعة هي تلك التي تمتد
من الشمال إلى الجنوب وذلك إلى الغرب من مدينة أينوغو (حيث يعدن الفحم). وبالابتعاد نحو الشرق نرى الأراضي المنخفضة
لنهر كروس الذي تنتصب إلى الشرق منه تلال أوبان. وإلى الشمال تظهر مرتفعات آدماوة متخطية الحدود مع الكاميرون،
وتنفصل الأراضي المرتفعة الشمالية والجنوبية عن بعضها بواسطة لسان منخفض ضخم يمتد عبر الجزء الأكبر من البلاد،
ومحتلًا إياه أجزاء من واديي النيجر والبينوى.

## المناخ والنبات

خريطة تصنيف كوبن للمناخ،

يتدرج المناخ في نيجيريا من أستوائي في الجنوب إلى مداري مطير في الوسط، وصحراوي جاف في الشمال.
ففي الجنوب لا تنخفض درجة الحرارة المتوسطة في أي شهر من السنة عن 23° م، والمتوسط السنوي يقترب
من 25° م، ويرافق الحرارة المرتفعة هذه ارتفاع في درجة الرطوبة الجوية نتيجة كثرة التبخر ووفرة المياه
السطحية، والأمطار في الجنوب غزيرة وهي من طبيعة استوائية (حملانية) ذات أعظميين يترافقان مع درجات الحرارة القصوى
اثناء الاعتدالين. وتكثر الأمطار في الجزء الشرقي لمواجهة هذا الجزء للرياح الجنوبية الغربية (500 سم) عنه في الجزء
الغربي (400 سم). وصفة الأمطار الاستوائية الدائمة تسود لمسافة تقارب 200 كم في الداخل، حيث تصبح الأمطار بعد
ذلك فصيلة واضحة، ويصبح فصل المطر هو فصل الصيف الأكثر حرارة، وتقل الكمية السنوية باتجاه الشمال لتتراوح
بين 100-300 سم في الأجزاء الداخلية ولتقل عن 100 سم في الأجزاء الشمالية (كمية المطرالسنوية في كانو حوالي
90 سم) مع تركيز في أشهر الصيف الثلاثة.

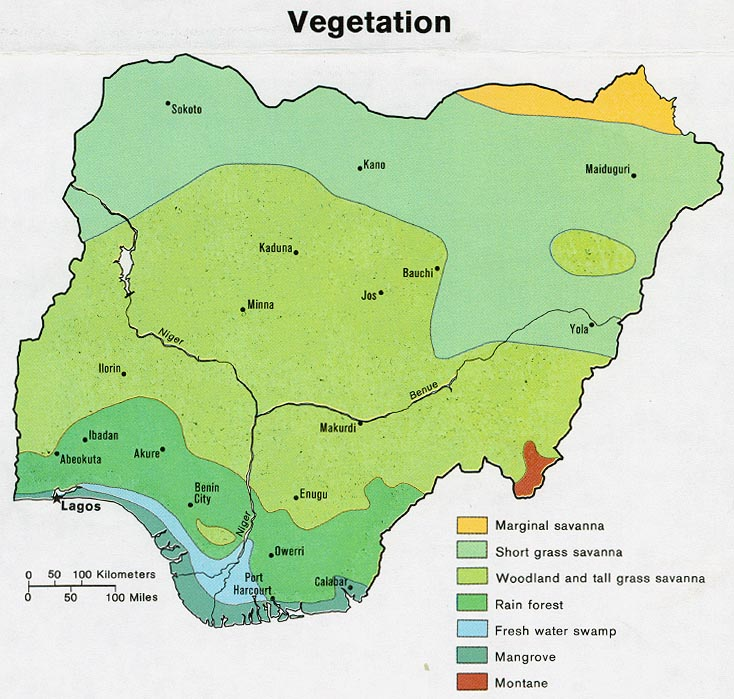
خريطة لنباتات نيجيريا

وينعكس الوضع المناخي السابق ذكره على الحياة النباتية السائدة، والتي تتباين بين غابة مستنقعية
في دلتا نهر النيجر والشريط الساحلي، وغابة استوائية ذات أشجار مثيفة وباسقة في الأجزاء الجنوبية،
وتسود السافانا في منطقة واسعة بين خطي عرض 7-11 شمالًا تقريبًا، وفي الشمال تسود غابة شوكية ذات
أشجار قصيرة متناثرة، وتتناثر الشجيرات أيضًا في أراضي الحشائش في الطرف الشمالب الشرقي، وعلى
مرتفعات آدماوة.

## الشبكة المائية
يعتبر نهر النيجر (مع رافده البينوى) الشريان الرئيسي ليس بالنسبة لنجيريا فقط بل بالنسبة إلى
أفريقيا الغربية بكاملها حيث يحول مناطق شاسعة من صحراء إلى أراضي خصبة خضراء زاهية.
وينبع نهر النيجر من شمال سيراليون وليبيريا وذلك في منطقة لا تبعد أكثر من 250 كم عن البحر
يرسم بعد منبعه منحنيا كبيرا يتجه أولا نحو الشمال الشرقي مارا بغينيا، لا يفصله عن نهر السنغال
سوى بعض التلال والمرتفعات القليلة الارتفاع، ثم يخرق أرض مالي ويشكل فيها بعض المستنقعات في منطقة
ماسينا بعد ذلك يجري النهر في أراضي جمهورية النيجر مخترقًا عاصمتها نيامي وراسمًا الحدود بينها وبين
الداهومي، ويتابع جريانه نحو الجنوب الشرقي حيث يرفده بعد دخوله نيجيريا نهر صكتو، وفي الوسط تاتيه مياه
نهر كادونا، وبعدها يلتقي به نهر البينوى الذي يستمد مياهه من مرتفعات الكاميرون وهو أهم روافد لنهر النيجر.
وقبل أن يصب نهر النيجر في البحر يشكل دلتا واسعة تمتد في البحر وتكثر فيها المستنقعات والغدران والسواقي
فتصعب فيها الاتصالات حيث تقل طرق المواصلات ويقل السكان.

## الوضع البشري
لتباين المظهر الطبيعي لأراضي نيجيريا انعكاسًا على التنوع السياسي والاجتماعي. فسكان نيجيريا يختلفون
من حيث الجنس واللغة التركيب ومدى التأثر بالعالم الخارجي، فهم لا ينتمون إلى مجموعة واحدة، بل ينتمون
إلى العديد من المجموعات القبلية (تزيد عن 300 قبيلة). وتتألف نيجريا من اتحاد اقاليمها الخمسة الرئيسية
وهي: الإقليم الشمالي، والشرقي، والغربي، والغربي الأوسط، وإقليم العاصمة الاتحادية.
وإذا كان غالبية الإقليم الشمالي ينتمون إلى قبائل الهوسا الإسلامية، فإن قبائل الفولاني والكانوري
من المجموعات البشرية الهامة في هذا الإقليم. وفي النصف الجنوبي من الإقليم الشمالي يوجد مجموعات
متنوعة من السكان ممثلة في قبائل النوب، والبيروم، والتيف.
وإذا كانت غالبية قبائل اليوروبا تعيش في الإقليم الجنوبي الغربي (لا ينازع أحد قبائل اليوروبا في هذا الإقليم)،
ومتجاوزة غربًا حدود نيجيريا وشرقًا حدود الإقليم الجنوبي الغربي، فإن سكان الإقليم الغربي الأوسط أقل تجانسًا،
وان كان غالبية سكانه مكونون من قبائل الإيدو، بجانب مجموعات من اليجاو، واليوروبا، والايبو. أما
الإقليم الشرقي فتغلب فيه قبائل الايبو، بالإضافة إلى عدد محدود من قبائل ايبيبيو، واليجاو، وإيفيك.

## الوضع الاقتصادي
تختلف من السكان ما بين أجزاء المختلفة، وذلك لأختلاف الظروف الطبيعية. فسكان الجنوب يعملون في قطع الغابة
وزراعة بعض الجذور، ثم زراعة شجرة جوز الهند والكاكاو ونخيل الزيت، ويعيش بعض السكان على الصيد
البري والبحري، وقسم ضئيل يعتمد على التجارة، ولا يوجد من يعتمد على تربية الماشية اعتمادًا كليًا، إذ يصعب
تربيتها بسبب المناخ الحار الرطب حيث تنتشر ذبابة تسي تسي التي تضر بتلك الحيوانات. وبوجه عام فإن الأرض
الزراعية في الجنوب لا تزال محدودة بسبب انتشار الغابة، وكذلك تنعدم المراعي، أما الشمال، فبما أن الغابة تقل
ثم تنعدم ويجف المناخ تدريجيًا كلماتجهنا شمالًا لتزداد المساحة المزروعة، وتقوم الزراعة المروية في الأودية والبعلية
في التلال المشرفة عليها. وكلما اتجهنا شمالا أكثر ازدادت المراعي، لذلك تسود الحياة الرعوية، فتنتقل القبائل بحيواناتها من أبقار وأغنام وأبل، كما تسود التجارة.
ويشكل البترول والثروة المعدنية قرابة 73% من قيمة الصادرات الاجمالية، في حين يحتل الكاكاو 12% من الصادرات،
والباقي يتوزع على محاصيل زراعية أخرى كجوز الهندن وزيت النحيل والمطاط والقطن وجوزة الكولا.